# مقیاس ترستون
مقیاس ترستون (به انگلیسی: Thurstone scale) توسط لوئی لئون ترستون (۲۹ مه ۱۸۸۷-۳۰ سپتامبر ۱۹۵۵) در سال ۱۹۲۸ توسعه داده شد. در روان‌شناسی و جامعه‌شناسی، مقیاس ترستون اولین تکنیک رسمی برای اندازه‌گیری نگرش بود. این مقیاس به عنوان ابزاری برای سنجش نگرش‌ها نسبت به دین استفاده می‌شد. این عبارت از گزاره‌های مربوط به یک موضوع خاص تشکیل شده‌است و هر عبارت دارای ارزش عددی است که نشان می‌دهد چقدر مطلوب یا نامطلوب ارزیابی می‌شود. افراد هر یک از جملات مورد توافق خود را بررسی می‌کنند و نمره میانگین محاسبه می‌شود که بیانگر نگرش آنهاست.

## مقیاس ترستون
روش ترستون برای مقایسه زوجی را می‌توان نمونه اولیه یک روش توزیع نرمال مبتنی بر مقیاس‌های مقیاس-غلبه در نظر گرفت. حتی اگر نظریه پشت این روش کاملاً پیچیده باشد (ترستون، ۱۹۲۷a)، خود الگوریتم ساده است. برای مورد اصلی V، ماتریس غلبه فرکانس به نسبت ترجمه شده و با نمرات استاندارد در ارتباط است. سپس مقیاس به عنوان میانگین حاشیه ستون تنظیم چپ از این ماتریس نمره استاندارد بدست می‌آید (ترستون، ۱۹۲۷b). دلیل اساسی روش و مبنای اندازه‌گیری «جداسازی مقیاس روانی بین هر دو محرک» از قانون قضاوت تطبیقی ترستون (ترستون، ۱۹۲۸) نشأت می‌گیرد.
مساله اصلی این الگوریتم عدم قطعیت آن نسبت به نسبت‌های صفر است که به ترتیب مقادیر z را به عنوان مثبت یا منفی بی‌نهایت بازمی‌گرداند. ناتوانی الگوریتم مقایسه زوجی در رسیدگی به این موارد، محدودیت‌های قابل توجهی را بر کاربرد این روش تحمیل می‌کند.
بیشترین استفاده از فرکانس‌های ۰/۰۰–۱/۰۰ حذف آنهاست؛ بنابراین، به عنوان مثال، گیلفورد (۱۹۵۴، ص. ۱۶۳) توصیه می‌کند از نسبت‌های شدیدتر از ۰/۹۷۷ و ۰/۰۲۳ استفاده نکنید و ادواردز (۱۹۵۷، صص. ۴۱-۴۲) پیشنهاد کرده‌است اگر تعداد داوران زیاد مثلاً ۲۰۰ نفر یا بیشتر باشد، ممکن است از مقادیر pij بصورت ۰/۹۹ و ۰/۰۱ استفاده کنیم ولی با کمتر از ۲۰۰ داور، بهتر است همه قضاوت‌های تطبیقی نادیده گرفته شود که pij برای آنها بیشتر از ۰/۹۸ یا کمتر از ۰/۰۲ است. معمولاً از یک روش مفصل برای برآورد پارامترهای ناشناخته استفاده می‌شود (ادواردز، ۱۹۵۷، صص ۴۲–۴۶). یک راه حل جایگزین برای این مشکل توسط کروس و کندی (۱۹۷۷) پیشنهاد شد.
با پیشرفت‌های بعدی در نظریه روان‌سنجی، امکان استفاده از روش‌های مقیاس‌سازی مستقیم مانند استفاده از مدل راش یا مدل‌های در حال عرضه مانند مدل کسینوسی هایپربولیک (HCM) (آندریچ و لئو، ۱۹۹۳). مدل راش رابطه تنگاتنگی با قانون قضاوت تطبیقی ترستون دارد (آندریچ، ۱۹۷۸)، تفاوت اصلی این است که به‌طور مستقیم پارامتر شخص را در بر می‌گیرد. همچنین، مدل راش به جای یک تابع عادی تجمعی، به شکل یک تابع لجستیک در می‌آید.

## همچنین ببینید
- مدل ترستونی
- مقیاس فاصله اجتماعی بوگاردوس
- مقیاس گاتمن
- مقیاس لیکرت
- تفاوت معنایی
- الماس اضداد